# Franziska Weber
Franziska Weber (Potsdam, Brandemburgo, 24 de maio de 1989) é uma velocista alemã na modalidade de canoagem.

## Carreira
Foi vencedora da medalha de Ouro em K-2 500 m em Londres 2012.
Foi vencedora da medalha de Prata em K-4 500 m em Londres 2012.